# ずいずいずっころばし
「ずいずいずっころばし」は、古くから日本に伝わる童謡（わらべうた）。遊び歌として知られ、その遊戯をもいう。「お茶壺道中」についての唄だと言われているほか、不純異性交遊を表す戯歌とする説もある。
かつて、NHKの『みんなのうた』でも放送された。
2006年（平成18年）に文化庁と日本PTA全国協議会が「日本の歌百選」に選定した。
E陰調で始まり、B陽調にピボット転調し、E陰調に戻ってくる。

## 歌詞
ずいずいずっころばし

ごまみそずい

茶壺に追われて

とっぴんしゃん

抜けたら、どんどこしょ

俵のねずみが

米食ってちゅう、

ちゅうちゅうちゅう

おっとさんがよんでも、

おっかさんがよんでも、

行きっこなしよ

井戸のまわりで、

お茶碗欠いたのだぁれ

## 意味
この歌詞の意味は、江戸幕府のお茶壺道中と結びつけて解釈するのが伝統的な見解である。例えば、『胡麻味噌を摩っていると、お茶壺道中が来ると言うので、家の中に入って戸をピシャリと閉めて（=トッピンシャン）やり過ごす。そしてお茶壺道中が通り過ぎるとやっと一息つけたのである（=ぬけたらドンドコショ）。この騒ぎに、俵から米を取り出し、食べていた鼠が驚いてチュウと鳴いた、喉がかわいた子供達が井戸に集り、争って水を飲んだのでお茶碗を割ってしまった。』などと解釈する。他方、歌詞自体はナンセンス、支離滅裂であるなどとして、意味不明のところに意味を認めようとする説もあり、これも一つの通説として認識されている。
この童謡をお茶壷道中と結びつけるのは、「茶壷」という部分のみであるが、古いバージョンの歌詞には、これを「烏坊」として伝えるものがある。また、お茶壷道中は、江戸時代前期に制度化されたが、この童謡は、江戸時代の文献には記録されていない。お茶壷道中を離れた解釈としては、これに性的な意味を見出す視点があり、西沢爽の詳細な論証がある。しかし、「半信半疑か、触れられることが好まれないからか、一般には普及していない。」（若井勲夫）とされる。この視点からは、「茶壷」が、女性器（つび）を意味する近世の隠語として用いられていること、その元の形である「烏坊」も、遊女を意味する隠語であることなどが指摘されている。

## 遊戯
各人が拳を軽く握って輪を作り、一人が「ずい・ずい・ずっころ・ばし」の歌のテンポに合わせて、順繰りに指を各人の輪に指し入れる。鬼決めや、指遊びに使われる。

## みんなのうた
NHK『みんなのうた』の初登場は1962年12月で、宮川泰が編曲し、ザ・ピーナッツが歌った。その後1968年10月に、岩代浩一編曲・ボニー・ジャックス歌唱によりリメイク版が放送された。双方とも再放送されていない。
楽譜集は、水星社版は第2巻、日本放送出版協会版は第8巻に、それぞれ収録されている。

## カバー・引用等
- 1961年に北原謙二が歌い、シングル盤として発売した「ずいずいずっころばし」（作詞：西沢爽、作曲：船村徹）の曲中で、本楽曲のフレーズを引用している[10][11]。
- 藤圭子のアルバム『圭子のわらべ唄／藤圭子とグリーメン』JRS-7174（1971年）収録。編曲：小杉太一郎。歌唱はグリーメン。
- 斎藤清六が1982年に吹き込み、アルバム『なんなんなんだ!?』に収録した。
- テレビドラマ『忍法かげろう斬り』のオープニングにて、この歌の冒頭部分を主人公の鷹（演：渡哲也）が口ずさんでいる（第13話まで）。劇中で披露した回もある。
- ゲーム『極上パロディウス 〜過去の栄光を求めて〜』のステージ6のボス戦BGMでアレンジされたものが使用されている。
- テレビアニメ『元祖天才バカボン』29話「天才バカボンの劇画なのだ」で、この歌を歌うと弾丸が出る鉄砲を使いヤクザが抗争を繰り広げる。